# Аурих, Василий Васильевич
Василий Васильевич Аурих (при рождении Вильгельм Иосиф Август Аурих нем. Wilhelm Aurich; 1858 — около 1903 ?) — петербургский парфюмер конца XIX — начала XX века. Подданный королевства Саксония, купец 2-й гильдии, занимался с 1882 года оптовой и розничной продажей парфюмерных товаров.
Судя по рекламе в «Ниве» 1891 года, выступал агентом заграничной парфюмерной компании, имея склад на Колокольной улице.
Жил на Лиговском проспекте, № 44, в этот период, согласно справочнику, «содержал торговлю косметическими товарами». Также указан адрес — Колокольная 18-19.

### Бренд «Василий Аурихъ»
До революции подразделение «Василий Аурихъ», названное по имени главного лаборанта — «главного носа» фабрики, входило в товарищество «Санкт-Петербургская техно-химическая лаборатория». Согласно данным из сборника "Вся Россия" за 1899 год, Аурих являлся и учредителем Товарищества парфюмерных производств "Василий Аурих".
Среди продукции компании — линейка «Виола одората Ауриха», которая состояла из 14  позиций — духи, одеколон, туалетная вода, туалетный уксус, мыло, кольдкрем (охлаждающий крем), помада, фиксатуар (помада для закрепления прически), масло для волос, вежеталь, брильянтин, венгерская помада (для смягчения волос бороды и усов), личная пудра и саше.
Вероятно, фирма прекратила деятельность около 1903 года.
До наших дней дошло большое количество рекламной продукции этого предприятия.